# Kurówko (powiat przasnyski)
Kurówko – wieś w Polsce, w województwie mazowieckim, w powiecie przasnyskim, w gminie Krasne.
Do 2023 miejscowość była częścią wsi Kurowo.
W latach 1975–1998 miejscowość administracyjnie należała do województwa ciechanowskiego.